# Estabilitat del plasma

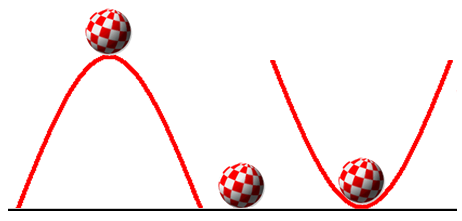
Una bola en repòs en una vall (dreta) tornarà al fons si es mou lleugerament, o es pertorba, i és així dinàmicament estable. Un al cim d'un turó (esquerra) s'accelerarà lluny del seu punt de repòs si està pertorbat i, per tant, és dinàmicament inestable. Els plasmas tenen molts mecanismes que els fan caure en el segon grup en determinades condicions.

En la física del plasma, l'estabilitat del plasma fa referència a les propietats d'estabilitat d'un plasma en equilibri i el seu comportament sota petites pertorbacions. L'estabilitat del sistema determina si les pertorbacions creixeran, oscil·laran o s'esmorteiran. És una consideració important en temes com la fusió nuclear i el plasma astrofísic.
En molts casos, un plasma pot ser tractat com un fluid i analitzat amb la teoria de la magnetohidrodinàmica (MHD). L'estabilitat MHD és necessària per al funcionament estable dels dispositius de fusió de confinament magnètic i posa determinats límits operatius. El límit beta, per exemple, estableix la màxima beta de plasma assolible als tokamaks.
D'altra banda, es creu que les inestabilitats del plasma a petita escala (normalment descrites per la teoria cinètica), com la inestabilitat de l'ona de deriva, són el mecanisme impulsor del transport turbulent als tokamaks, que condueix a una gran taxa de transport de partícules i energia a través del camps magnètics confinats. Les inestabilitats del plasma descrites per la teoria cinètica poden contenir aspectes com ara efectes de radi Larmor finit (FLR) i interaccions ona-partícula ressonant, que no es capten en models de fluids com MHD.

## Inestabilitats plasmàtiques
Les inestabilitats plasmàtiques es poden dividir en dos grups generals:
1. inestabilitats hidrodinàmiques
2. inestabilitats cinètiques.

Les inestabilitats del plasma també es classifiquen en diferents modes (per exemple, amb referència a un feix de partícules):
| Mode (azimuthal wave number) | Nota                                                                                       | Descripció | Modes radials     | Descripció      |
| ---------------------------- | ------------------------------------------------------------------------------------------ | --- | ----------------- | --------------- |
| m=0                          |                                                                                            | Inestabilitat de l'embotit : mostra les variacions harmòniques del radi del feix amb la distància al llarg de l'eix del feix | n=0               | Buidament axial |
| m=0                          | n=1                                                                                        | Inestabilitat de l'embotit : mostra les variacions harmòniques del radi del feix amb la distància al llarg de l'eix del feix | Embotit estàndard |                 |
| m=0                          | n=2                                                                                        | Inestabilitat de l'embotit : mostra les variacions harmòniques del radi del feix amb la distància al llarg de l'eix del feix | Agrupament axial  |                 |
| m=1                          |                                                                                            | Inestabilitat sinuosa, doblegada o de la mànega : representa desplaçaments transversals de la secció transversal del feix sense canvis en la forma o en les característiques del feix diferents de la posició del seu centre de massa |                   |                 |
| m=2                          | Modes de filamentació: el creixement condueix a la ruptura del feix en filaments separats. | Dona una secció el·líptica |                   |                 |
| m=3                          | Modes de filamentació: el creixement condueix a la ruptura del feix en filaments separats. | Dona una secció transversal piriforme (en forma de pera). |                   |                 |
| m=4                          |                                                                                            | Consta de quatre hèlixs entrellaçades |                   |                 |

## Inestabilitats MHD
Beta és una relació de la pressió del plasma sobre la intensitat del camp magnètic.{\displaystyle \beta ={\frac {p}{p_{\text{mag}}}}={\frac {nk_{B}T}{(B^{2}/2\mu _{0})}}}L'estabilitat MHD a beta alta és crucial per a un reactor de fusió magnètica compacte i rendible. La densitat de potència de fusió varia aproximadament com {\displaystyle \beta ^{2}} a camp magnètic constant, o com {\displaystyle \beta _{N}^{4}} a una fracció d'arrencada constant en configuracions amb corrent de plasma impulsat externament. (Aquí {\displaystyle \beta _{N}=\beta /(I/aB)} és la beta normalitzada.) En molts casos, l'estabilitat MHD representa la limitació principal de la beta i, per tant, de la densitat de potència de fusió. L'estabilitat del MHD també està estretament lligada a problemes de creació i manteniment de determinades configuracions magnètiques, confinament d'energia i funcionament en estat estacionari. Els problemes crítics inclouen comprendre i ampliar els límits d'estabilitat mitjançant l'ús d'una varietat de configuracions de plasma i desenvolupar mitjans actius per a un funcionament fiable prop d'aquests límits. Es necessiten capacitats predictives precises, la qual cosa requerirà l'addició de nova física als models MHD existents. Tot i que existeix una àmplia gamma de configuracions magnètiques, la física MHD subjacent és comuna per a tots. La comprensió de l'estabilitat MHD obtinguda en una configuració pot beneficiar-ne altres, verificant les teories analítiques, proporcionant punts de referència per als codis d'estabilitat MHD predictius i avançant en el desenvolupament de tècniques de control actiu.